# Simulium rhodesinese
Simulium rhodesinese är en tvåvingeart som beskrevs av Meillon 1942. Simulium rhodesinese ingår i släktet Simulium och familjen knott.
Artens utbredningsområde är Zimbabwe. Inga underarter finns listade i Catalogue of Life.